# Linton Maina
Linton Maina (* 23. Juni 1999 in Berlin) ist ein deutscher Fußballspieler, der seit 2022 beim 1. FC Köln unter Vertrag steht.

## Karriere

### Vereinskarriere
Der in Berlin als Sohn eines Kenianers geborene Maina begann als Vierjähriger beim SV Pfefferwerk mit dem Fußballspielen. 2011 ging er in die Jugend des SV Empor Berlin. 2014 wechselte er nach Hannover zu den Junioren von 96. In der A-Junioren-Bundesliga kam er auf elf Tore in 45 Einsätzen. Ab November 2017 trainierte er 18-jährig bei der Profimannschaft mit und kam in Testspielen zum Einsatz. Im Februar 2018 unterschrieb er einen vierjährigen Profivertrag bei Hannover 96. Am 18. März 2018 stand er bei der 0:1-Auswärtsniederlage gegen Borussia Dortmund erstmals im Kader und wurde in der 86. Minute für Marvin Bakalorz eingewechselt.
Zu Beginn der Saison 2018/19 wurde Maina endgültig zu den Profis befördert. Nach einer gelungenen Vorbereitung bestritt er in der ersten Runde des DFB-Pokal gegen den Karlsruher SC zum ersten Mal ein Spiel in der Startelf. Sein erstes Bundesligator erzielte er am 11. Spieltag beim 2:1-Sieg im Niedersachsenderby gegen den VfL Wolfsburg.
Zur Saison 2022/23 wechselte Maina ablösefrei in die Bundesliga zum 1. FC Köln. Er unterschrieb einen Vertrag bis zum 30. Juni 2025.

### Nationalmannschaft
Maina wurde 2014 für die deutsche U16-Nationalmannschaft berufen und debütierte am 13. November 2014 beim 4:0-Auswärtssieg gegen Tschechien. Seitdem hat er alle Altersstufen bis zur U20 durchlaufen.